# Frédéric Saldmann
Pour les articles homonymes, voir Saldmann.
 (août 2024).
 (novembre 2022).
La mise en forme du texte ne suit pas les recommandations de Wikipédia : il faut le « wikifier ».
Les points d'amélioration suivants sont les cas les plus fréquents. Le détail des points à revoir est peut-être précisé sur la page de discussion.
- Les titres sont pré-formatés par le logiciel. Ils ne sont ni en capitales, ni en gras.
- Le texte ne doit pas être écrit en capitales (les noms de famille non plus), ni en gras, ni en italique, ni en « petit »…
- Le gras n'est utilisé que pour surligner le titre de l'article dans l'introduction, une seule fois.
- L'italique est rarement utilisé : mots en langue étrangère, titres d'œuvres, noms de bateaux, etc.
- Les citations ne sont pas en italique mais en corps de texte normal. Elles sont entourées par des guillemets français : « et ».
- Les listes à puces sont à éviter, des paragraphes rédigés étant largement préférés. Les tableaux sont à réserver à la présentation de données structurées (résultats, etc.).
- Les appels de note de bas de page (petits chiffres en exposant, introduits par l'outil «  Source ») sont à placer entre la fin de phrase et le point final[comme ça].
- Les liens internes (vers d'autres articles de Wikipédia) sont à choisir avec parcimonie. Créez des liens vers des articles approfondissant le sujet. Les termes génériques sans rapport avec le sujet sont à éviter, ainsi que les répétitions de liens vers un même terme.
- Les liens externes sont à placer uniquement dans une section « Liens externes », à la fin de l'article. Ces liens sont à choisir avec parcimonie suivant les règles définies. Si un lien sert de source à l'article, son insertion dans le texte est à faire par les notes de bas de page.
- La présentation des références doit suivre les conventions bibliographiques. Il est recommandé d'utiliser les modèles {{Ouvrage}}, {{Chapitre}}, {{Article}}, {{Lien web}} et/ou {{Bibliographie}}. Le mode d'édition visuel peut mettre en forme automatiquement les références.
- Insérer une infobox (cadre d'informations à droite) n'est pas obligatoire pour parachever la mise en page.

Pour une aide détaillée, merci de consulter Aide:Wikification.
Si vous pensez que ces points ont été résolus, vous pouvez retirer ce bandeau et améliorer la mise en forme d'un autre article.
Frédéric Saldmann, né le 5 mai 1953 est un médecin cardiologue, nutritionniste et chef d'entreprise français, auteur de nombreux ouvrages populaires sur la santé et l'hygiène alimentaire, et intervenant régulièrement dans les médias.

## Biographie

### Jeunesse et formation
Il grandit au Havre. Il est diagnostiqué handicapé mental à l’adolescence alors qu'il se sent inadapté au système scolaire. Il passe alors son baccalauréat en candidat libre puis s'inscrit en faculté de médecine en 1973.

### Carrière
Il est docteur en cardiologie et en nutrition, spécialiste de l'hygiène alimentaire. Il exerce d'abord en libéral, dans un cabinet place des Vosges, puis à l'hôpital Necker.
Il est praticien attaché de l'hôpital européen Georges-Pompidou depuis 2008. Il y reçoit régulièrement en consultation des personnalités politiques ou du show business, ce qui amène certains journalistes à le qualifier de « gourou des VIP »,.
Il est directeur de la revue Nutrition Pratique, avant son arrêt en 2008.
Son ouvrage Le meilleur médicament, c’est vous, paru en 2013 est son premier succès, vendu à plus de 500 000 exemplaires et traduit en 22 langues.
Il a présidé les sociétés de conseil en affaires et gestion Sprim — laquelle conseille des multinationales de l'agroalimentaire comme Danone, Nestlé, Coca-Cola, Herta ou encore Blédina — et « Équitable jusqu'en 2014. Sa troisième épouse (il a quatre enfants de ses précédents mariages), Marie Saldmann, préside les deux sociétés depuis cette date,. Sprim organise chaque année le congrès Dietecom.
Il dirige avec Gérard Friedlander une société commerciale, l'Institut européen d'expertise en physiologie (IEEP) qui fait « l'interface entre groupes industriels et monde académique ». L'IEEP est largement financé par les dépenses de recherche de Coca-Cola, ayant reçu près de 720 000 euros au cours de la période 2010-2014 pour un « projet de recherche sur les édulcorants intenses », alors que « la multinationale aménage de multiples clauses pour exercer une influence sur les travaux scientifiques qu'elle sponsorise ».
Pendant l'été 2015, il assure une chronique sur RTL dans la matinale du week-end les samedis et dimanches L'été en pleine forme consacrée aux bons plans et arnaques à éviter en vacances et continue d'y intervenir le samedi et le dimanche entre  7 h 50 et 8 h.
Il est jusque fin 2019 directeur scientifique de la fondation pour la recherche en physiologie qui a pour objet « l'étude physiologique du rat-taupe nu, doté d'une longévité exceptionnelle, pour faire progresser la recherche sur la prévention des cancers, de la maladie d'Alzheimer et des maladies cardio-vasculaires. »
En mars 2020, il participe à une publication sur le développement d'un outil capable de déterminer l'âge chronologique du rat-taupe nu grâce à une horloge épigénétique. Cet outil va d'une part permettre d'estimer l'âge d'un rat-taupe nu sauvage en absence de données disponibles, et d'autre part pourrait être utile dans des études sur le vieillissement chez d'autres mammifères.
En mai 2020, il est le premier auteur dans la revue International Nano letters de la publication portant sur un agent cryoprotecteur, le tréhalose qui est produit par certains organismes pour résister aux très basses températures. Ces recherches mettent en évidence le passage possible du tréhalose au niveau infra-cellulaire dans des fibroblastes de rat-taupe nu par l'utilisation de particules de nano diamants sans provoquer de morts cellulaires. Cependant, il a été noté certaines modifications morphologiques des fibroblastes.
En 2020, il fait partie des auteurs internationaux de European Heart Journal sur la revue critique de la gestion des sténoses carotidiennes pour la prévention primaire et secondaire des accidents vasculaires cérébraux.
Début 2022, Frédéric Saldmann effectue un tournant religieux à l'occasion d'un nouveau livre La Santé devant soi, sous-titré « Le secret millénaire qui va changer votre vie », dans lequel il déclare trouver les clefs de la guérison dans « les textes sacrés » et particulièrement dans la Bible, vantant notamment les « bienfaits de la confession » ou du bénédicité sur la santé.
Courant 2022, il participe à l'équipe de recherche scientifique qui met en évidence que la peau du rat-taupe nu et ses différentes populations se maintiennent dans le temps sans changements associés au vieillissement et sans appauvrissement du nombre de cellules souches avec l'âge.
En février 2024, il publie un livre intitulé Votre avenir sur ordonnance - Rejoignez la nouvelle révolution santé. Il y explique l'intérêt d'avoir une bonne alimentation, des conseils pour mieux dormir et l'intérêt de certains aliments.
Il publie en 2024 le premier livre Chatbot IA au monde, où en flashant le QR code il répond à toutes les questions, y compris les sources bibliographiques des études scientifiques. Il a présenté son approche et sa démarche dans un entretien dans L'Express et dans Le Point. Dans ces interviews il expose notamment que beaucoup d'études scientifiques ne sont pas reproductibles.

## Présence dans les médias
Il intervient régulièrement dans les médias, comme dans l’émission C dans l'air d'Yves Calvi.
Il intervient aussi régulièrement dans les médias pour évoquer les modes de prévention contre les épidémies, comme il le préconise dans le livre On s’en lave les mains – tout connaître des nouvelles règles de l’hygiène et dans Les nouvelles épidémies - Comment s'en protéger ? rédigé à l'époque de la grippe A (H1N1) avec le professeur Bricaire (chef du service Maladies infectieuses et tropicales de l'hôpital de la Pitié-Salpêtrière de Paris).
Il est aussi intervenu dans Le Point, L'Obs, Top Santé, Psychologies Magazine, au Grand journal, à Télématin, TF1 ou encore sur RMC avec Brigitte Lahaie. Il a fait la couverture de plusieurs magazines, comme Le Figaro magazine à plusieurs reprises, ou L'Express.
En avril 2024, il signe la couverture de la revue Vaincre le cancer.

## Critiques

### Rat-taupe nu
En février 2019, il publie en tant que premier auteur scientifique une review, ou compilation de données existantes, sur le stress oxydatif positif du rat-taupe nu. Il explique dans cette publication que le stress oxydant peut être un élément potentiel de la longévité du rat-taupe nu. D'après lui, « Le rat-taupe vit l'équivalent de 600 ans pour un humain, en parfaite santé, et ce qui est troublant c'est qu'il résiste aux trois maladies qui nous tueront tous un jour, le cancer, Alzheimer et les maladies cardio-vasculaires. C'est-à-dire qu'il a la clé pour ne pas vieillir et ne pas mourir ».
Ce concept est à l'inverse du consensus scientifique considérant le stress oxydant comme un facteur déclenchant de mécanismes pathologiques. Comme l'ont montré Lewis et al., le taux de production d'espèces oxydo-actives chez ce rat n'est pas différent de celui des autres rongeurs, comme la souris (qui ne vit que 4 ans, au lieu de 30 chez le rat-taupe nu). Ils en ont conclu que ce n'est pas le défaut de stress oxydant qui favorise la longévité ou la santé de ces rongeurs, mais d'autres mécanisme cyto-protecteurs leur permettant de survivre aux altérations moléculaires d'oxydation, notamment la prévalence de gènes réparateurs d'ADN.
Courant 2022, il participe à l'équipe de recherche scientifique qui met en évidence, en utilisant la technologie nouvelle génération du séquençage de cellule unique, que la peau du rat-taupe nu et ses différentes populations se maintiennent dans le temps sans changements associés au vieillissement et sans appauvrissement du nombre de cellules souches avec l'âge. Chez le sujet âgé, cet appauvrissement des cellules souches est responsable de déséquilibres cutanés entrainant une plus grande fragilité de la peau ainsi qu'un ralentissement de la cicatrisation. Une analyse de la morphologie et de la cicatrisation chez le rat-taupe nu âgé a montré que la capacité de la peau à se réparer est intacte même chez des animaux âgés. Cette étude a montré que l'IGFBP3, une molécule impliquée dans la voie de l'IGF, hormone apparentée à l'insuline, est augmentée au cours du vieillissement dans la peau du rat-taupe nu. L'IGFBP3 pourrait contribuer à la résistance de la peau du rat-taupe nu au processus de vieillissement. Cette étude pourrait permettre une exploration approfondie des mécanismes liés à l'âge et à la réparation tissulaire.

### Chocolat noir
Il affirme que le chocolat noir 100 % permet de réguler son poids, notamment grâce à son effet coupe-faim dans le livre Le Meilleur Médicament, c'est vous !, ainsi que lors de la promotion du livre dans les médias. Il cite pour cela une étude réalisée par Beatrice Golomb de l'université de Californie à San Diego ayant relevé une corrélation entre poids et la consommation régulière de chocolat. Cependant, l'étude est critiquée pour sa méthodologie car celle-ci ne permet pas d'établir un lien de cause à effet. Elle est également citée comme principal exemple de mauvaise interprétation des recherches scientifiques dans le documentaire Pour maigrir, mangez du chocolat ! Vérité scientifique ou manipulation ? (Arte, 2015). Cette corrélation du chocolat est connue dans le milieu scientifique comme un exemple caricatural de junk science (« science poubelle », publications racoleuses et peu fiables destinées essentiellement à la viralité médiatique). Cependant, plusieurs études scientifiques par la suite publiées ont démontré l'impact du chocolat noir sur la perte de poids en consommation modérée, allant dans le sens des réflexions initiales du Dr Saldmann,.

### Critiques d'autres médecins
La journaliste Sophie des Déserts écrit en 2015 dans Vanity Fair : « Cardiologue, nutritionniste, expert autoproclamé en médecine prédictive (une discipline non reconnue par la faculté de médecine), fondu de médecine chinoise et de méditation, Saldmann est le nouvel oracle du bien-être et de l'éternelle jeunesse. » De même, Anne-Sophie Mercier, journaliste pour Le Canard enchaîné, le considère comme un « chantre du bien-être à la carte », abusant de la niche marketing de la pensée positive et du développement personnel, au même titre que Raphaëlle Giordano ou Fabrice Midal, les conseils santé/bien-être étant pour les intéressés un juteux business qui coûte peu et rapporte gros. Certaines des grandes théories prétendument novatrices du Dr Saldmann se résument ainsi à des statistiques peu scientifiques (« le temps de coït idéal est de sept à treize minutes, au-delà tout le monde s'ennuie ») et des « remèdes de bonnes femmes qui ont fait leurs preuves ».

### Jeûne séquentiel
Le jeûne séquentiel et la restriction calorique sont efficaces dans les phénomènes d’hormèse. Cela n’a cependant rien à voir avec un stress continu qui, lui, fait vieillir, ni avec une absence totale de stress.

### Perte de QI
Début 2024, lors d'interventions dans les médias pour la promotion d'un de ses livres, il diffuse de nombreuses fausses affirmations, affirmant par exemple qu'« en trois semaines de vacances, on perd 20 points de QI » ou défendant le jeûne séquentiel qui rendrait intelligent et permettrait de rester jeune. Des médecins et chercheurs contestent ces affirmations, voire le qualifient de « charlatan » proposant des « traitements miracles » ne reposant sur aucune base scientifique,,,,.
Contacté par Le Figaro, le cardiologue répond qu’il se fonde sur une étude d’un chercheur allemand, le Pr Siegfried Lehrl. Celui-ci a bel et bien affirmé qu’il y avait une réduction du QI pendant les vacances dans au moins deux articles de presse, l’un publié en 2011 par le quotidien anglais The Daily Telegraph, l’autre publié en 2008 dans le magazine allemand sur Internet ChangeX. Dans ChangeX, il parle bien d’une « perte de 20 points de QI après trois semaines » mais dans le Telegraph, il explique que « 14 jours de repos complet peuvent suffire pour abaisser votre QI de 20 points, ce qui est plus important que la différence entre un élève brillant et un autre moyen ».

## Vie privée
Il est père de six enfants, dont l'avocate et chroniqueuse Sarah Saldmann,.

## Publications
- Frédéric Saldmann, Les nouveaux risques alimentaires, Ramsay, 1997 (ISBN 978-2-84114-237-8)
- Frédéric Saldmann, On s'en lave les mains: tout connaître des nouvelles règles de l'hygiène, J'ai lu, coll. « J'ai lu », 2008 (ISBN 978-2-290-00706-8)
- Frédéric Saldmann, Le grand ménage: tout ce qu'il faut éliminer pour être en bonne santé, J'ai lu, coll. « J'ai lu », 2009 (ISBN 978-2-290-01535-3)
- François Bricaire et Frédéric Saldmann, Les nouvelles épidémies: comment s'en protéger ?, Flammarion, 2009 (ISBN 978-2-08-122991-4)
- Frédéric Saldmann, La vie et le temps: les nouveaux boucliers anti-âge, Flammarion, 2011 (ISBN 978-2-08-125614-9)
- Frédéric Saldmann, Le meilleur médicament, c'est vous !, A. Michel, 2013 (ISBN 978-2-226-24536-6)
- Frédéric Saldmann, Prenez votre santé en main !, Albin Michel, 2015 (ISBN 978-2-226-31277-8)
- Frédéric Saldmann, Votre santé sans risque, Albin Michel, 2017 (ISBN 978-2-226-32478-8)
- Frédéric Saldmann, Vital !, Albin Michel, 2019 (ISBN 978-2-226-39862-8)
- Frédéric Saldmann, On n'est jamais mieux soigné que par soi-même, Plon, 2020 (ISBN 978-2-259-27768-6)
- Frédéric Saldmann, La santé devant soi: le secret millénaire qui va changer votre vie, Robert Laffont, 2022 (ISBN 978-2-221-25549-0)
- (en) Aleksandra Savina, Thierry Jaffredo, Frederic Saldmann et Chris G. Faulkes, « Single-cell transcriptomics reveals age-resistant maintenance of cell identities, stem cell compartments and differentiation trajectories in long-lived naked mole-rats skin », Aging, vol. 14, no 9,‎ 15 mai 2022, p. 3728–3756 (ISSN 1945-4589, PMID 35507806, PMCID PMC9134947, DOI 10.18632/aging.204054, lire en ligne, consulté le 13 février 2024)
- (en) Frédéric Saldmann, Antonin Saldmann et M. Claude Lemaire, « Characterization and internalization of nanodiamond–trehalose conjugates into mammalian fibroblast cells of naked mole rat », International Nano Letters, vol. 10, no 2,‎ juin 2020, p. 151–157 (ISSN 2008-9295 et 2228-5326, DOI 10.1007/s40089-020-00298-7, lire en ligne, consulté le 13 février 2024)
- (en) Emmanuel Messas, Guillaume Goudot, Alison Halliday et Jonas Sitruk, « Management of carotid stenosis for primary and secondary prevention of stroke: state-of-the-art 2020: a critical review », European Heart Journal Supplements, vol. 22, no Supplement_M,‎ 5 décembre 2020, M35–M42 (ISSN 1520-765X et 1554-2815, PMID 33664638, PMCID PMC7916422, DOI 10.1093/eurheartj/suaa162, lire en ligne, consulté le 8 mars 2024)
- (en) Frédéric Saldmann, Melanie Viltard, Christine Leroy et Gérard Friedlander, « The Naked Mole Rat: A Unique Example of Positive Oxidative Stress », Oxidative Medicine and Cellular Longevity, vol. 2019,‎ 7 février 2019, p. 1–7 (ISSN 1942-0900 et 1942-0994, PMID 30881592, PMCID PMC6383544, DOI 10.1155/2019/4502819, lire en ligne, consulté le 8 mars 2024)